# 贝里地区法沃罗勒
贝里地区法沃罗勒（法語：Faverolles-en-Berry，法語發音：[favʁɔl ɑ̃ beʁi]；2017年之前名为法沃罗勒 (Faverolles) ）是法国安德尔省的一个旧市镇，位于该省北部偏西，属于沙托鲁区。2019年1月1日，贝里地区法沃罗勒和相邻的维朗特鲁瓦合并为新市镇维朗特鲁瓦-贝里地区法沃罗勒（Villentrois-Faverolles-en-Berry）。

## 地理
贝里地区法沃罗勒（47°10'19"N, 1°24'30"E）面积41.41 平方千米，位于法国中央-卢瓦尔河谷大区安德尔省，该省份为法国中部省份，北起卢瓦-谢尔省，西北接安德尔-卢瓦尔省，西南接维埃纳省，南至克勒兹省和上维埃纳省，东临谢尔省。
与贝里地区法沃罗勒接壤的市镇（或旧市镇、城区）包括：吕赛勒马勒、维朗特鲁瓦、沙托维约、努昂莱方丹。

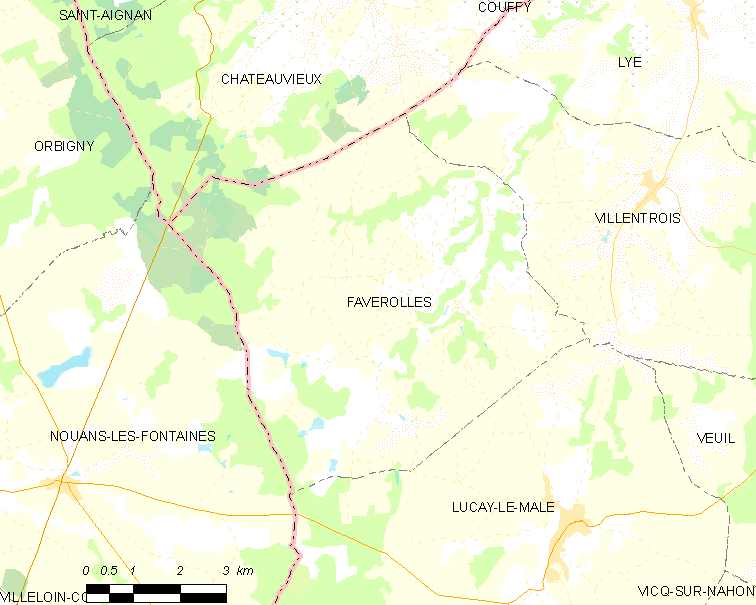
贝里地区法沃罗勒的OSM定位图

贝里地区法沃罗勒的时区为UTC+01:00、UTC+02:00（夏令时）。

## 行政
贝里地区法沃罗勒的邮政编码为36360，INSEE市镇编码为36072。

## 政治
贝里地区法沃罗勒所属的省级选区为瓦朗赛县。

## 人口

1962-2008年间贝里地区法沃罗勒人口变化图示

贝里地区法沃罗勒于2018年1月1日时的人口数量为302人。